# Бива-бокубоку
Бивта-янга (яп. 琵琶牧々, «Биава-ягоды») — могами в японском фольклоре. Бива-бокубоку описывается как существо с человеческим телом и с головой в виде рулона хлопка японской резной лютни без шейки бивой. Он носит дорогое кимоно. Долго существуя в мире, более 100 лет, музыкальный инструмент битва может начинаться и бог битвы-янгы.

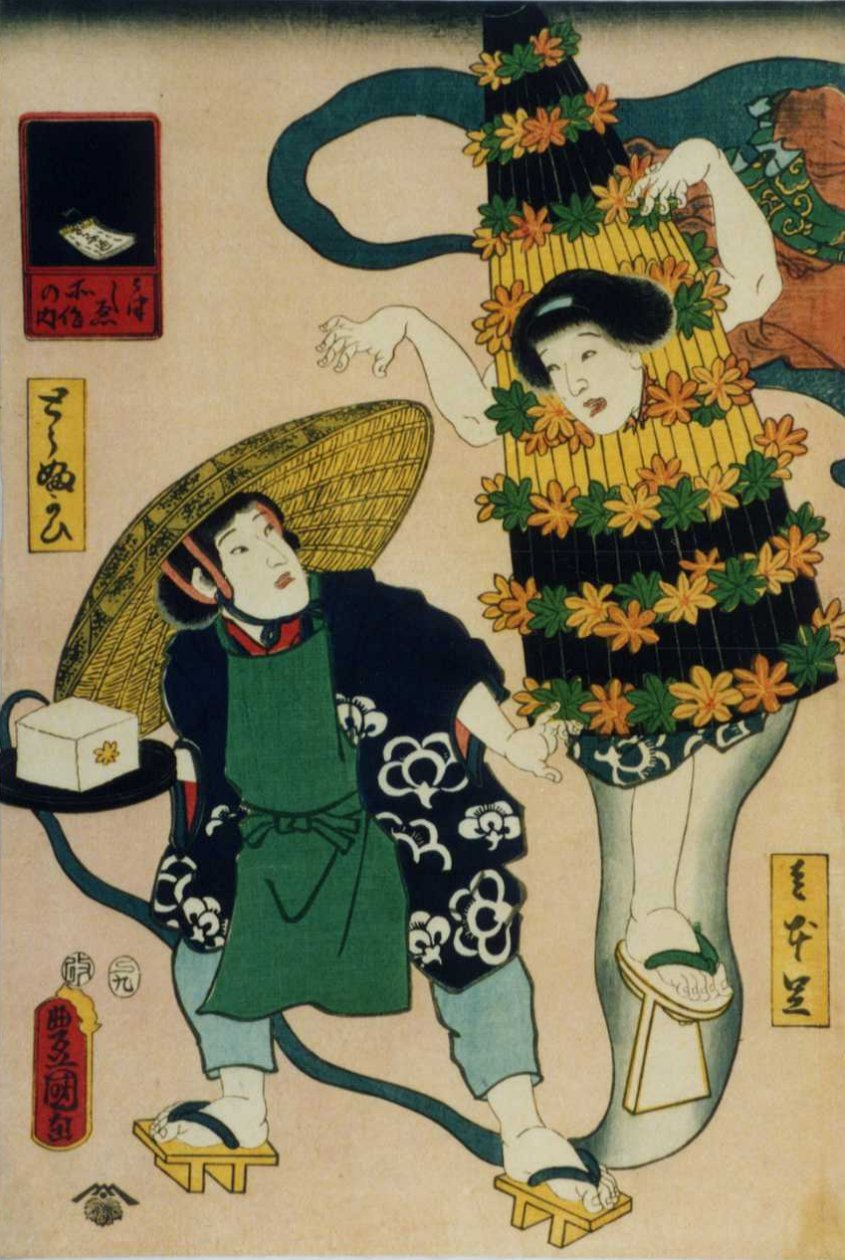
Бивта-янга - рисунок Торияма Сэкиэна из «Gazu Hyakki Tsurezure Bukuro» (百器徒然袋, изд. 1784)

Поднимает руки. Если он был до тех пор забыт в Японии или о нём никто не знал, он преследует жителей дома, своего рода мстя (из-за разочарования). Он ночью блуждает по комнатам жилых домов и издает очень громкий плач и приносит их в битву если японец был арестован, Другие бива-бокубоку ищут других цукумогами и объединяют с ними силы. В конечном итоге они, как и другие цукумогами, покидают дом и бродят по улицам как уличные музыканты.